# Virgen del rosal (Schongauer)
La Virgen del rosal o Virgen de la rosaleda (en alemán, Die Madonna im Rosenhag) es una obra de técnica mixta sobre tabla del pintor del gótico flamenco alemán Martin Schongauer. Está datada en el año 1473. Mide 200 cm de alto y 115 cm de ancho. 
Esta Virgen del rosal de Schongauer formaba parte de un retablo y se encuentra actualmente en la iglesia de los dominicos de Colmar, Francia. El original tenía una forma rectangular y de un tamaño muy superior, estimado en 250 x 165 centímetros. La parte superior era de forma redondeada (200 x 115 cm). El Museo Isabella Stewart Gardner en Boston tiene una copia pequeña antigua que muestra las dimensiones originales. Esta Virgen fue decorada en el año 1900 por el escultor de Colmar Théophile Klem (1849-1923) con un marco neogótico ricamente ornamentado y alas laterales con representaciones de santos, proporcionadas por Martin von Feuerstein. En 1972, este cuadro fue robado pero se recuperó en 1973 por casualidad. 
En la versión íntegra de la pintura, la Virgen estaba sentada, con Dios Padre en el cielo bendiciéndola y un jardín. En la versión actual la atención se centra en la Virgen con el Niño, siendo la visión más limitada; ello da un carácter monumental a la pintura que no debía tener originalmente.
La representación de la flora (flores y hojas) y fauna (aves) en la obra muestra una excelente y precisa observación de la naturaleza y siempre fue muy admirada. Los pliegues del vestido de la Virgen y su agraciada expresión facial son otros de los aspectos más apreciados de la imagen.